# Alessandra Silvestri-Levy
Alessandra Silvestri-Levy (San Pablo, 1 de noviembre de 1972) es una escritora brasileña de origen italiano.
Estudió y trabajó en Roma (Italia), París (Francia) y Los Ángeles (Estados Unidos).
En 2001 entrevistó como periodista al fotógrafo Alberto Korda (1928-2001) en Point Dume, en la playa de Malibú, cerca de Los Ángeles (California), y escribió ―en coautoría con Christophe Loviny― Cuba por Korda, un libro de fotografías.
De 2001 a 2004 vivió en La Habana (Cuba).
Es fundadora de la asociación AIA, a través de la cual ha producido y curado muestras y exposiciones y ha realizado consultoría especializada en las áreas de las artes plásticas, la literatura, los medios audiovisuales y trabajos humanitarios.
Ha sido curadora de arte en diversas exposiciones de fotografía, cinematografía y arte contemporáneo.
Es filántropa y mecenas de artistas.
Fue directora ejecutiva internacional de la Cinemateca Brasileira. Archivado el 23 de enero de 2022 en Wayback Machine. Colaboró con la extinta revista Caros Amigos.

## Obra
- 2003: Cuba por Korda (con Christophe Loviny).
  - Alemania: Kunstmann Antje GmbH, 2003. 156 páginas
  - San Pablo (Brasil): Cosac Naify, agosto de 2004. Traducido por Newton Villaça Cassiolato.[4]
  - España: Aurelia Ediciones, ISBN 8461220773, 9788461220779. 156 páginas.[9]
  - Melbourne (Australia): Ocean Press, 2006.
  - París (Francia): Calmann-Lévy, ISBN 2702133339.
  - Grecia: Metaixmio.
- 2002: Les annees révolutionnaires. Francia: Éditions de L’Aube. ISBN 2-87678-816-0.
  - Os anos revolucionarios. Francia: Éditions de L’Aube.
- 2007: «É preciso conhecer o país», dossier en el número especial «Cuba sempre» de la revista Caros Amigos. San Pablo: Casa Amarela Editora, agosto de 2007.
- 2007: «O Che: combatente e intelectual», dossier en la revista Caros Amigos, n.º 35. San Pablo: Casa Amarela Editora, octubre de 2007.[10]

## Otra Alessandra Silvestri
Existe otra Alessandra Silvestri, que es una física teórica italiana de la Università degli Studi di Trieste, que trabaja en Estados Unidos. Publicó un libro sobre cosmología.